# Топ-менеджмент
Топ-менеджмент (англ. top management),  исполнительный менеджмент (англ. executive management) или старший менеджмент (англ. senior management) — группа руководителей высшего уровня иерархии бизнеса,  которые обладают определённой властью и полномочиями для эффективного управления организацией, и имеют в своём распоряжении совет директоров и/или акционеров.
Топ-менеджмент реализует политику, сформулированную советом директоров: цели, стратегии, бизнес-планы, бюджеты и проекты. Топ-менеджер принимает решения, которые влияют на каждого сотрудника, а также несëт ответственность за успех или неудачи организации.
Топ-менеджеры имеют различные специализации и отвечают за разные направления деятельности организации или компании. К каждой позиции выдвигаются определённые требования, охватывающие образовательные, личностные и другие характеристики топ-менеджеров.

## Позиции топ-менеджеров
- генеральный директор;
- главный бухгалтер;
- технический директор;
- исполнительный директор;
- коммерческий директор;
- директор по производству;
- операционный директор;
- финансовый директор;
- Директор по персоналу и организационному развитию
- Директор по информационным технологиям

## Способы мотивации топ-менеджеров
Размер вознаграждения руководителей компании часто связан с показателями роста стоимости компании или достижением определённых долгосрочных целей. Одним из видов мотивации топ-менеджеров являются долгосрочные выплаты (акции, опционы, фантомные акции, владение долями собственности). В западных компаниях они могут составлять существенную часть компенсационного пакета.
Долгосрочные программы мотивации могут включать в себя:
- Предоставление доли собственности предприятия.
- Предоставление возможности выкупить акции компании по заниженной цене или премирование акциями компании. В результате такого поощрения топ-менеджеры становятся акционерами компании.
- Опционы. Руководителям компании предоставляется право выкупа определённого количества акций по фиксированной цене на определённый период времени и на определённых условиях.
- Фантомные акции — инструмент мотивации сотрудников, при котором работник владеет виртуальной долей в компании[3].

Обычно в западных компаниях структура вознаграждения топ-менеджера выглядит следующим образом: около 50 % — долгосрочные выплаты (акции, опционы), 25 % — бонусы, 25 % — оклад.